# Vehiculul spațial Opportunity
Vehiculul spațial Opportunity, denumit oficial Mars Exploration Rover - B sau MER-B, este al doilea dintre cele două vehicule spațiale de tip „rover” ale misiunii Mars Exploration Rover a organizației NASA. „Rover” e un cuvânt englez cu traducerea „vagabond” și care aici se referă la un automobil pentru teren accidentat. A amartizat cu succes în Meridiani Planum de pe Marte la 25 ianuarie 2004 ora 05:05 UTC (circa 13:15 ora locală), la trei săptămâni după ce vehiculul spațial geamăn Spirit (MER-A) a aterizat pe cealaltă parte a planetei la 4 ianuarie 2004. Numele său a fost ales printr-un concurs de eseuri ale elevilor.
Opportunity a rămas activ, la martie 25, 2025 el depășind planul de operare cu 20 ani, 333 zile (în timpul Pământului). Opportunity a continuat să se miște, să adune observații științifice și să raporteze înapoi pe Pământ de peste 50 de ori durata sa de viață proiectată. La data de 7 august 2017, roverul călătorise 44,97 kilometri. Această dată a reprezentat Sol 4793.
Deoarece nu a mai răspuns la comenzile transmise de NASA, la 12 februarie 2019, sonda Opportunity care a parcurs 45,16 km pe Marte, a fost declarată nefuncțională în ziua Sol 5352 și misiunea încheiată.
Printre realizările importante ale misiunii se numără îndeplinirea misiunii de 90 de zile marțiene, descoperirea primului meteorit extramarțian, cum ar fi Heat Shield Rock (meteoritul Meridiani Planum), și peste 2 ani de studiu al craterului Victoria. Opportunity a supraviețuit cu greu unor furtuni de praf în 2007, și a atins craterul Endeavour în 2011, care a fost descris ca  "al doilea loc de aterizare".
Jet Propulsion Laboratory (JPL), o divizie a California Institute of Technology din Pasadena, gestionează proiectul Mars Exploration Rover pentru Biroul de Științe Spațiale din Washington, D.C.

## Obiective

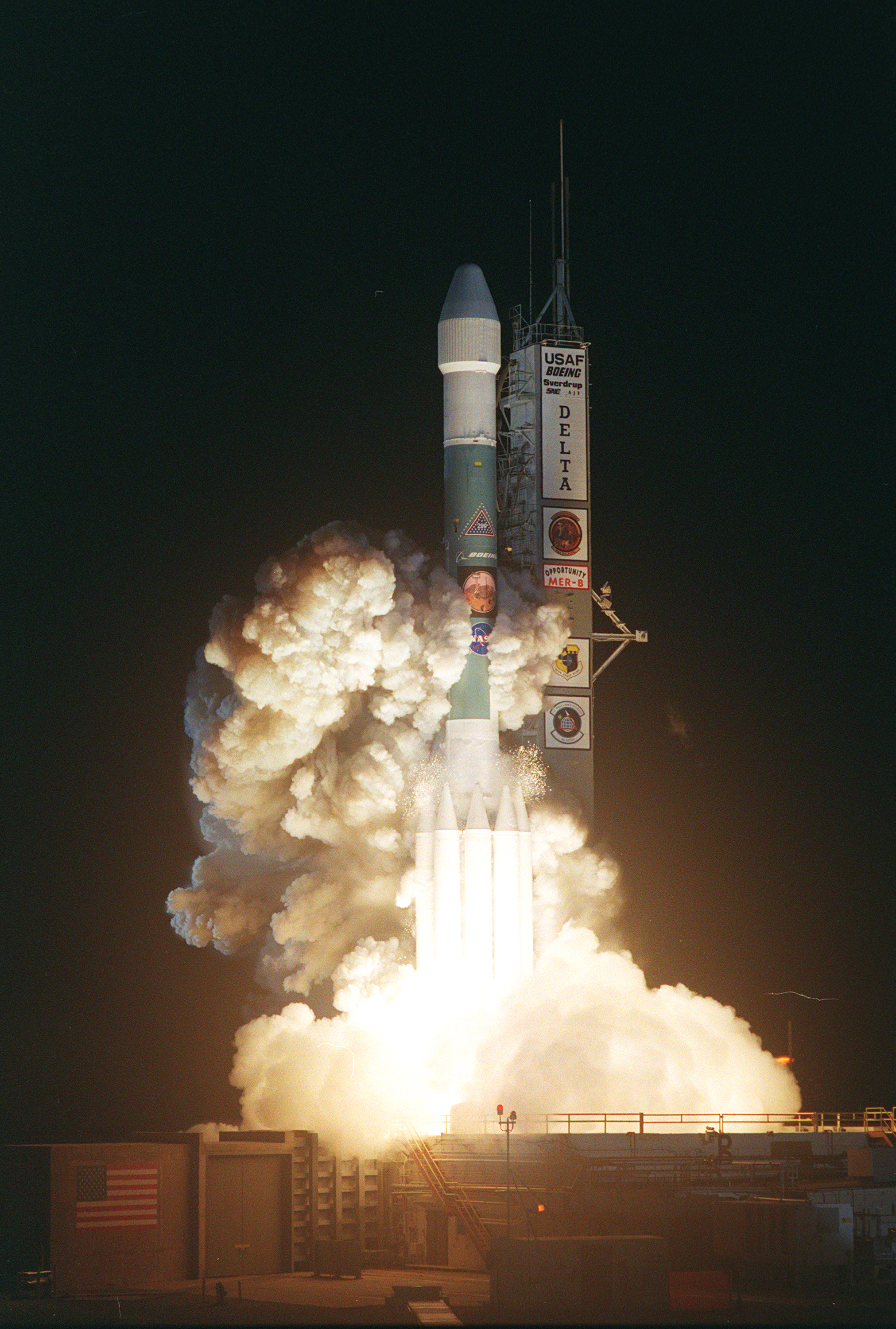
Delta II Heavy (7925H-9.5) înălţându-se pentru misiunea MER-B în 2003 cu Opportunity la bord.

Obiectivele științifice ale misiunii Mars Exploration Rover sunt:
- Căutarea și caracterizarea unei varietăți de roci și tipuri de sol ce ar putea da indicii despre prezența în trecut a apei. În particular, probele ce trebuie căutate sunt cele care au depozite de minerale prin procese legate de activitatea apei, cum ar fi precipitația, evaporarea, sedimentarea sau activitatea hidrotermală.
- Determinarea distribuției și compoziției mineralelor, rocilor și tipurilor de sol din jurul locurilor de amartizare.
- Determinarea proceselor geologice care au condus la actuala formă a reliefului. Aceste procese pot fi eroziunea apei sau a vântului, sedimentarea, activitatea hidrotermală, vulcanismul și căderile de meteoriți.
- Efectuarea de calibrări și validări ale observațiilor de suprafață ale instrumentelor de pe Mars Reconnaissance Orbiter. Aceasta ajută la determinarea acurateței și eficienței diferitelor instrumente care analizează geologia marțiană de pe orbită.
- Căutarea de minerale feroase, identificarea și cuantificarea cantităților relative de tipuri speciale de minerale ce conțin apă ori s-au format în apă, cum ar fi carburile feroase.
- Caracterizarea mineralogiei și texturii rocilor și tipurilor de sol și determinarea proceselor care au dus la formarea lor.
- Căutarea de indicii geologice privind condițiile de mediu existente când era prezentă apa în stare lichidă.
- Evaluarea posibilității ca aceste condiții de mediu să fie favorabile vieții.

În următoarele două decenii NASA urmează să efectueze misiuni care să clarifice dacă a apărut vreodată viață pe Marte. Căutarea începe cu aflarea unor informații despre mediul marțian și cu aflarea dacă acesta a fost vreodată prielnic vieții. Viața, așa cum o înțelegem noi, necesită apă, și deci istoria apei de pe Marte este un subiect hotărâtor pentru a descoperi dacă mediul marțian a fost vreodată prielnic vieții. Deși cele două Mars Exploration Rover nu pot detecta direct prezența formelor de viață, ele oferă informații privind habitabilitatea mediului în trecutul planetei.

## Imagini
Roverul poate face fotografii cu diferitele sale camere, dar numai camera PanCam are capacitatea de a fotografia o scenă cu filtre de culoare diferite. Vederile panoramice sunt de obicei create din imaginile PanCam. La 20 noiembrie 2013, Opportunity a returnat 186.246 fotografii..

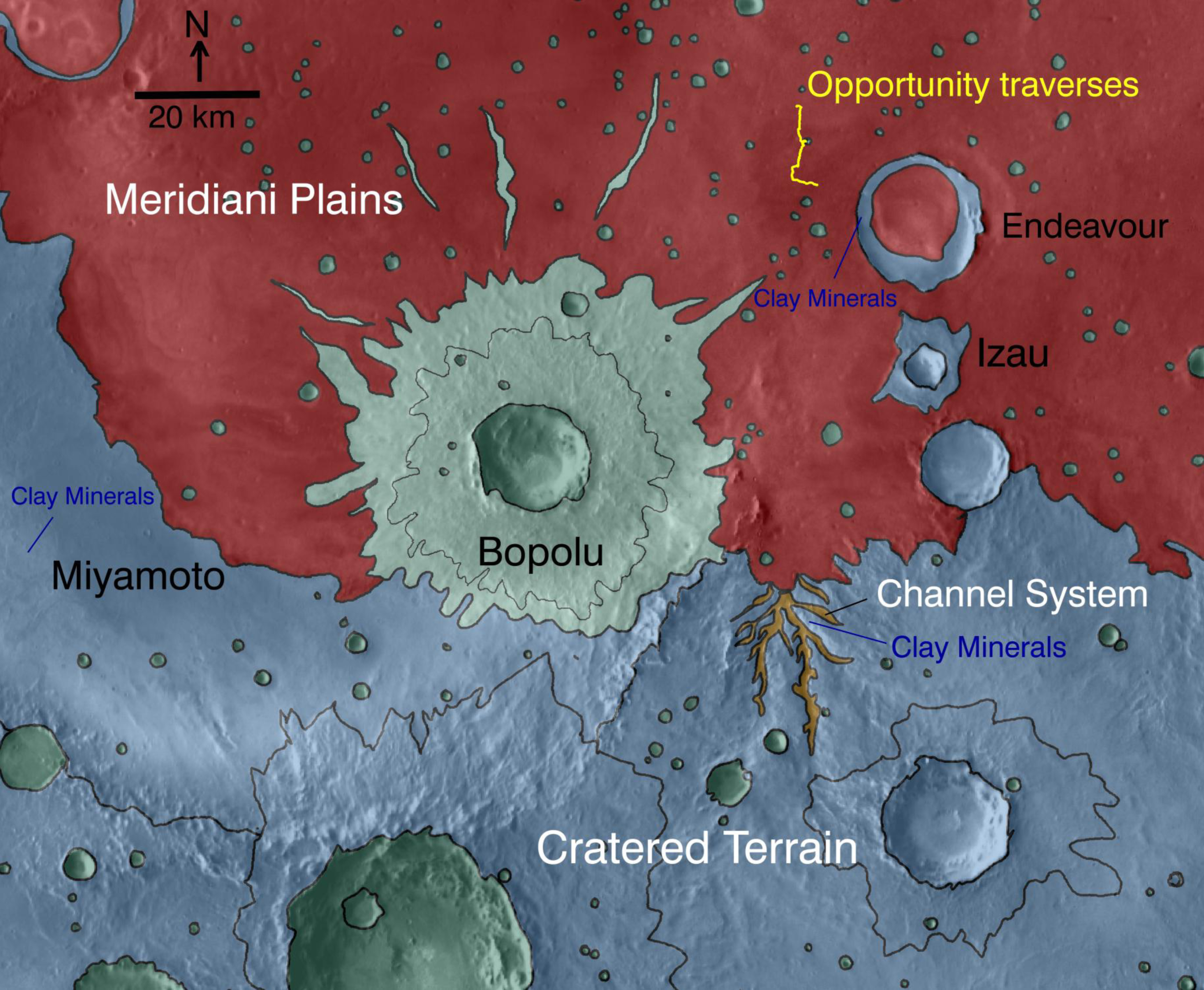
Această hartă, codificată cu culori pentru minerale (CRISM) și adnotată, arată traversarea roverului până în jurul anului 2010, cu unele caracteristici notate

### Imagini panoramice
O selecție de imagini panoramice din misiune: